# Комплекс построек товарищества Российско-американской резиновой мануфактуры «Треугольник»
Комплекс построек товарищества Российско-американской резиновой мануфактуры «Треугольник» — сложившийся в 1860—1910 годах архитектурно-промышленный комплекс, частично охраняемый как объект культурного наследия регионального значения. Расположен в Санкт-Петербурге, занимает обширную территорию между Старо-Петергофским проспектом, Обводным каналом, улицами Розенштейна и Ивана Черных.
Общая площадь территории современного «Красного треугольника» составляет 34 га земель и 545 тыс. м² недвижимости, которая отчасти находится в оперативном управлении Фонда имущества Санкт-Петербурга, отчасти принадлежит частным собственникам. С момента банкротства завода в 2002 году неиспользуемые здания приходят в упадок, разрушаются мародёрами и страдают от пожаров. С 2010-х годов администрация города заявляет о планах по обустройству территории, однако ни один из объявленных проектов не был реализован.

## История строительства
До 1760-х годов земли между Обводным каналом и Нарвской площадью покрывала посаженная при Петре I дубовая роща, которая впоследствии вошла в состав усадьбы президента Академии художеств А. С. Строганова. В усадьбу также входили две кордегардии, триумфальные ворота, сад, огород, рыбный пруд, сенокосные луга. В дальнейшем владельцами усадьбы были В. В. Долгоруков, Г. Г. Потёмкин и его племянница Е. В. Скавронская.
К началу XIX века местность из жилой превратилась в промышленную. В 1814 году на участке между Обводным каналом и Петергофской дорогой была построена шляпная фабрика купцов Циммерманов, также на их земле был возведён сахарный завод и шпалерная фабрика; в 1850-х годах Вюртембергский подданный Иоганн Гефели открыл рядом мануфактуру по производству шёлка, шерсти и бумаги. Восточнее с 1840-х годов располагалась Бумагопрядильная фабрика купцов Митрофанова и Фёдорова. Кроме того, в 1820-х годах на восточном берегу реки Таракановки была открыта ситцевая фабрика Ф. Ф. Битепажа. После смерти Фердинанда Циммермана шляпная фабрика была закрыта, а 150 десятин принадлежавшей ему земли со всеми постройками было продано гамбургскому предпринимателю Фердинанду Краузкопфу. В 1859 году Краузкопф и его компаньоны Христиан Дирсен, Людвиг Гейзе, Линдерт Смидт и инженер Роберт Стори учредили «Товарищество российско-американской резиновой мануфактуры» (ТРАРМ)) и открыли «Фабрику галош и других резиновых и гуттаперчевых изделий в Санкт-Петербурге». На тот момент на участке уже находились двухэтажный каменный фабричный корпус и одноэтажная котельная. По проекту Стори архитектор Карл Барт построил новый двухэтажный корпус фабрики. С 1862 года и далее ТРАРМ скупало участки вдоль Обводного канала и вглубь квартала. Корпуса для быстро растущего производства строили архитекторы Р. Р. Генрихсен, Э. Г. Юргенс, Р. А. Гёдике. На соседних участках работали шоколадная фабрика швейцарца Морица Конради (территория бывшей усадьбы Строганова), завод англо-российской резиновой мануфактуры «Макинтош», открытый в 1874 году на основе бывшей фабрики Битепажа, бумагопрядильная фабрика купцов Митрофанова и Фёдорова, асбестовый завод и шёлковая мануфактура, но к началу 1890-х годов все эти объекты выкупило ТРАРМ. В 1903 году все корпуса бывшей резиновой мануфактуры надстроили до 4-х этажей. В 1904 году ТРАРМ выкупило бумажное производство Митрофанова. С этого момента на объединённой территории началась масштабная реконструкция. Под руководством инженера Е. И. Гельмана вдоль набережной Обводного канала был возведён лицевой четырёхэтажный корпус с водонапорной башней.
Ансамбль из более чем 150 заводских корпусов и вспомогательных построек формировался вплоть до 1917 года. В 1910-х годах под руководством гражданских инженеров Е. А. Кржижановского, Л. А. Серка были построены склады, а под руководством архитектора О. О. фон Витте — производственные здания. Фахверковые здания имели рамный железобетонный «скелет». Также по проекту Кржижановского к 1914 году был построен железобетонный мост над Таракановкой, соединивший фабричные корпуса.
ТРАРМ стало «Треугольником» в 1908 году, название было связано с маркировкой подошв галош равносторонним треугольником с надписью ТРАРМ внутри. В 1922 году «Треугольник» был переименован в «Красный Треугольник» в честь пятилетия Октябрьской революции. Во время Великой Отечественной войны «Красный Треугольник» постоянно подвергался обстрелам, 22 корпуса были разрушены, за 1943 год на его территории разорвалось 30 авиабомб и 1500 крупных снарядов. В 1946—1952 годах на комбинате прошла масштабная реконструкция. Корпуса были отремонтированы и модернизированы, а постройки бывшей усадьбы Строганова вошли в состав территории предприятия. В 1993 году к кордегардиям усадьбы Строганова были пристроены склады, а у главного дома разобрали бельведер.
После банкротства предприятия часть зданий «Красного Треугольника» заняли различные малые производства, а часть оказалось заброшена и постепенно разрушалась. В 2010-х годах были зафиксированы многочисленные случаи мародёрства. Так, в 2011 году были срезаны стальные фермы крыши корпуса № 4, в результате чего она рухнула.  В 2016 и 2018 годах с территории было вывезено три старинных водонапорных бака и чугунная винтовая лестница из корпуса № 19, украдены несущие стальные балки седьмого этажа. В 2019 году были срезаны балки у пристройки главного корпуса и частично разобран корпус № 26. В ноябре 2020 года в корпусе № 8 были срезаны несущие фермы крыши, в результате чего рухнула не только сама крыша, но и часть стены на уровне четвёртого этажа. В том же году были срезаны стальные несущие балки перекрытий в корпусе № 22, в связи с чем здание находится под угрозой разрушения.

## Архитектурный ансамбль

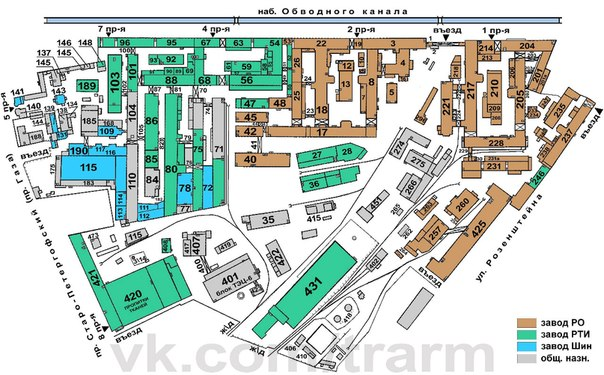
Схема заводской территории

Внешний вид корпусов однообразен и монотонен, разнообразят его водонапорные башни и арка, в настоящее время служащая главным въездом на территорию (сделанным на месте засыпанного русла реки Таракановки). Комплекс строился преимущественно в 1860—1910 годы, за лицевыми зданиями стоят производственные корпуса, которые соединены арочными переходами. В основном постройки сделаны в кирпичном стиле с металлическим или железобетонным внутренним каркасом. Некоторые корпуса начала XX века — фахверковые с железобетонным каркасом скелетного типа. Внутри этажей были проложены рельсы с поворотными кругами для тележек с заготовками. На территории фабрики существуют внутренние улицы, металлические лестницы и переходы.
В 2001 году Комплекс товарищества российско-американской резиновой мануфактуры «Треугольник» (80 производственных корпусов, соединённых переходами) были включен в «Список вновь выявленных объектов, представляющих историческую, научную, художественную или иную культурную ценность» под номером 246.

### Состав комплекса
- № 134-136-138, литера АЯ (Старо-Петергофский проспект, 20А) — главный дом Строгановской усадьбы, 1765 г. Архитектор не установлен, разные исследователи приписывают авторство Жану Валлен-Деламоту, Юрию Фельтену[21] или Василию Баженову[22]. Квадратный в плане особняк высотой в три этажа оформлен в стиле раннего классицизма[23].
- № 54 — здание Фабрики I, 1860 г., архитектор Роман Генрихсен[3].
- Производственные корпуса № 3, 19, 22 — 1904 г., архитектор Евгений Гельман[3].
- Производственные корпуса № 4, 5, 8 (южная часть), 17, 80, 84, 86 — 1910—1917 гг., архитектор не установлен[3].
- Производственные корпуса № 8 (северная часть), 12, 18 — 1898—1910 гг., архитектор не установлен[3].
- Производственные корпуса № 27, 28, 89-90, 104 — построены в 1885 г. и расширены в 1897 г., архитектор не установлен[3].
- Производственные корпуса № 42, 47, 48 — 1870—1880-е гг., архитектор не установлен[3].
- Производственные корпуса № 50, 52, 53, 54, 55, 56, 58, 59, 63, 67, 68 — 1860-е и начало 1870-х гг. по проекту архитекторов Романа Генрихсена и Эммануила Юргенса, надстроены в 1903 г. Евгением Гельманом[3].
- Производственный корпус № 75 (северная часть) — 1878 г., архитектор Эммануил Юргенс. В 1885 г. корпус был надстроен и соединён переходом на трёх арочных проездах с корпусом № 70, проектом руководил архитектор Роберт Гёдике. Южную часть представляют собой склады, построенные Гёдике в 1889 г.[1][3].
- Производственные корпуса № 4, 5, 8 (южная часть), 17, 80, 84, 86 — 1910—1917 гг., архитектор не установлен[3].
- Производственный корпус № 95 — здание сушильни, 1860—1870-х гг., архитекторы Роман Генрихсен и Эммануил Юргенс[3].
- № 138, корпус 1, литера Б (производственный корпус № 88) — трёхэтажное здание было построено по проекту Эммануила Юргенса в 1879 году. «Скелет» корпуса представлял собой два ряда чугунных колонн, фасады были сложены из неоштукатуренного кирпича, в них были прорезаны окна высотой в два этажа, декорированные архивольтами. После пожара 1880 года Роман Генрихсен провёл реконструкцию здания, в 1888 г. по его проекту здание надстроили четвёртым этажом. В советские годы корпус был существенно перестроен: высокие окна заложили, в стенах пробили технологические проёмы для оборудования[4].
- № 140, литера А — бывшее здание амбулатории, 1898—1910 гг., сохранились исторические фасады, однако интерьеры утратили оригинальную отделку[3].
- Производственный корпус № 96 — административный корпус, построен в 1888 г. и расширен в 1896 г. по проекту Роберта Гёдике. Трёхэтажное здание по набережной Обводного канала предназначалось для контор, упаковочной и склада[3][4].
- Производственный корпус № 101 — корпус для ручного производства резиновых изделий, 1888 г., архитектор Роберт Гёдике. Соединён с корпусом № 96[3][4].
- Производственные корпуса № 214, 217 (северная часть), 218, 210 (северная часть), 234 — корпуса фабрики «Макинтош», построены в 1874—188 гг. под руководством Эммануила Юргенса и Романа Генрихсена, расширены и перестроены в конце 1880-х и начале 1900-х гг. по проекту Роберта Гёдике и Евгения Гельмана[3].
- Производственные корпуса № 221, 217 (южная часть), 228, 231, 205, 204, 237 — 1896 г. — начало 1900-х гг., архитекторы Роберт Гёдике и Евгений Гельман[3].
- Производственный корпус № 240 — здание котельной, 1910—1917 гг., архитектор не установлен[3].

По состоянию на 2021 год производственные корпуса № 25, 26, 84, 86, 104, 110 эксплуатировались. Их исторический облик искажён, переложены оконные проёмы и выведены на фасад вентиляционные трубы. Номера 3, 4, 8, 19, 22, 201 находятся в запустении, утрачено остекление, разрушены лестницы. Корпуса № 56, 67, 68, 88, 95, 96 — в хорошем состоянии, используются как офисные помещения.
Распоряжением КГИОП № 75-рп от 31 января 2023 года с охраны были сняты корпуса 138, 144, 145 и 148 (как перестроенные, относящиеся к кондитерской фабрике, не представляющие ценности и не входящие в ансамбль), 4, 26 и 201 (как руинированные), 25, 50 и 52 (как перестроенные), 233 (как искажающий внешний вид корпуса 234); также с охраны сняли несколько пристроек, переходов-галерей и часть территории, в том числе двор, расположенный сразу за главной проходной. Прочие корпуса были переведены из разряда выявленных памятников архитектуры в региональные памятники.

## Галерея
Состояние комплекса на середину 2021 года.

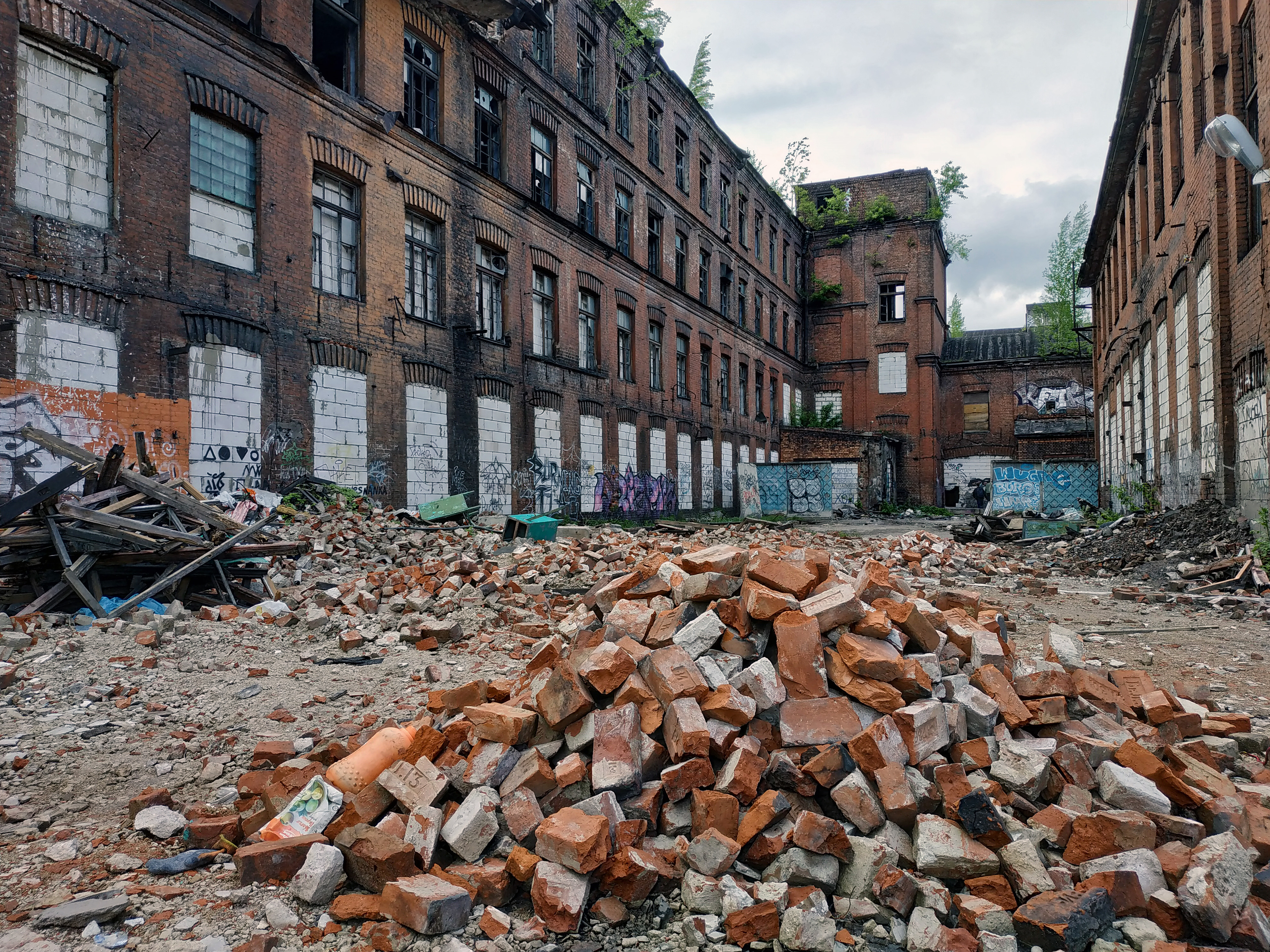
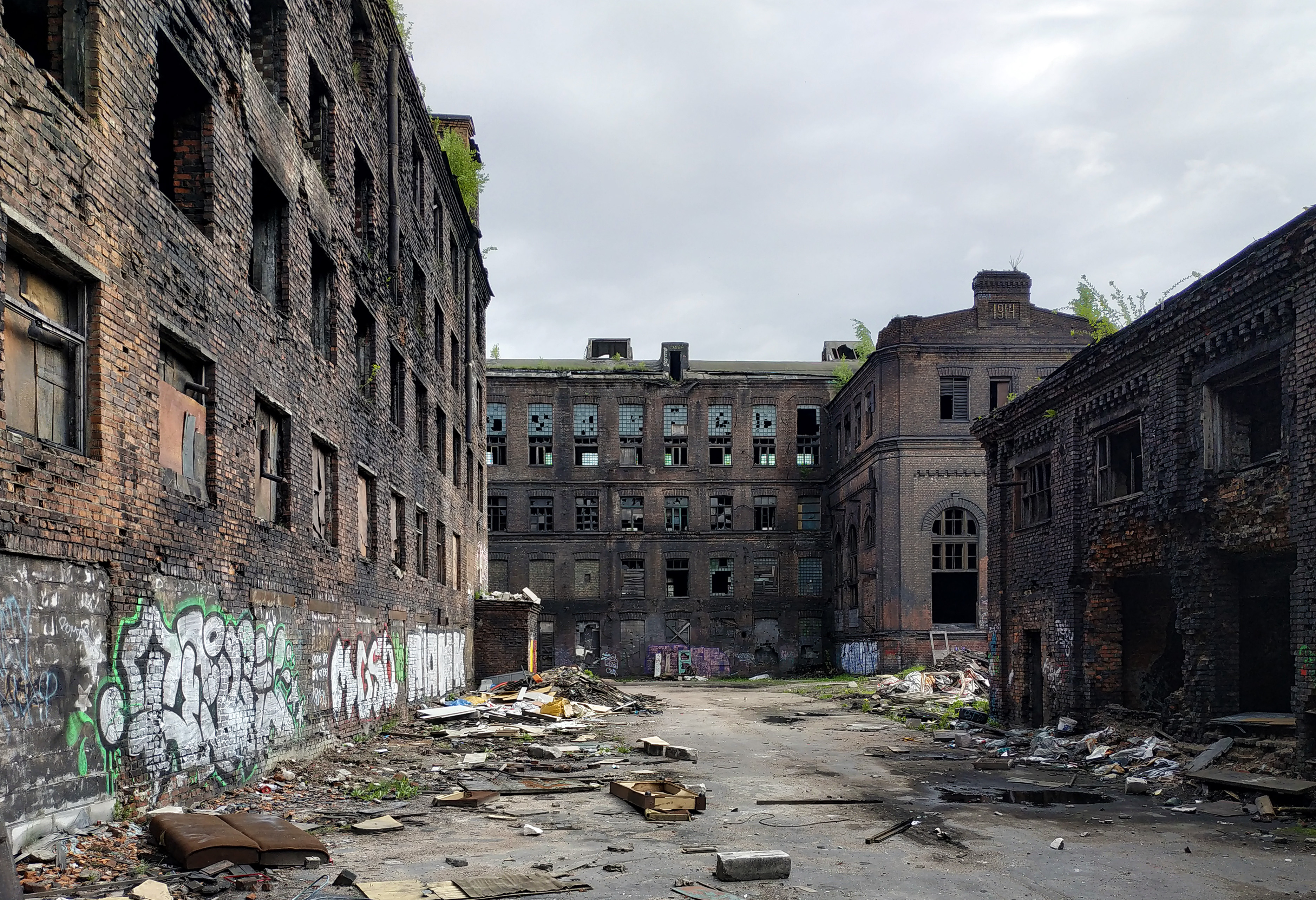
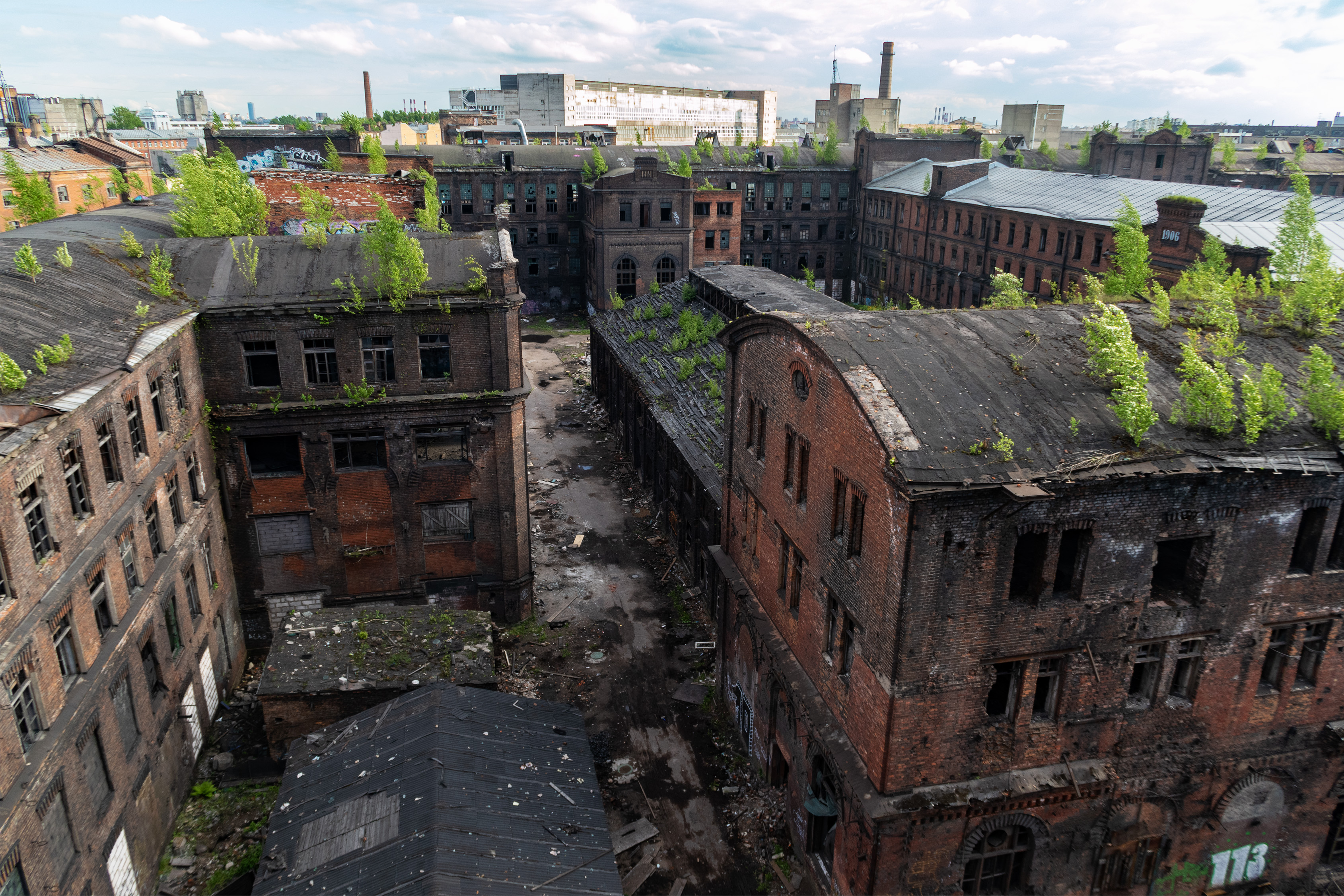
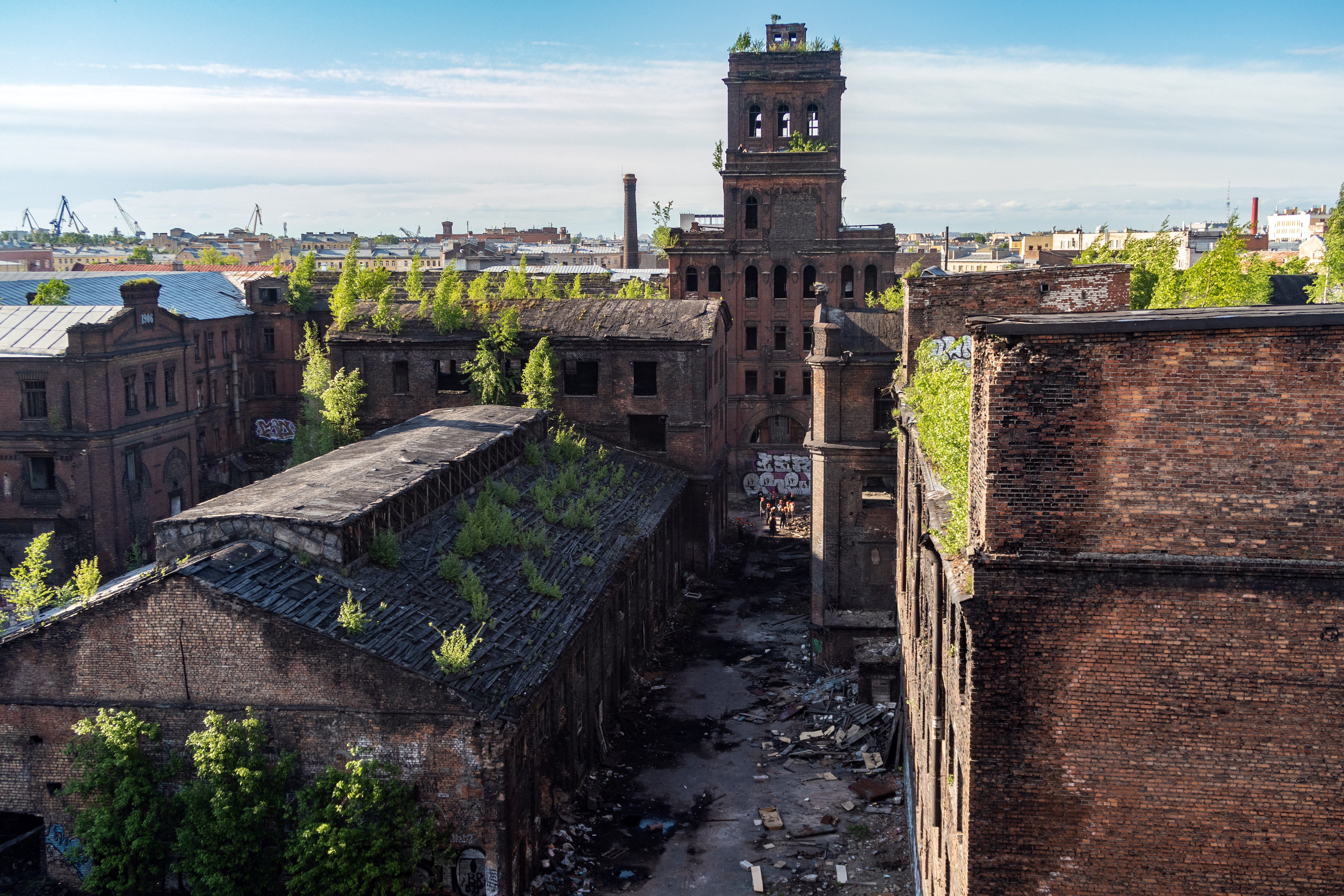
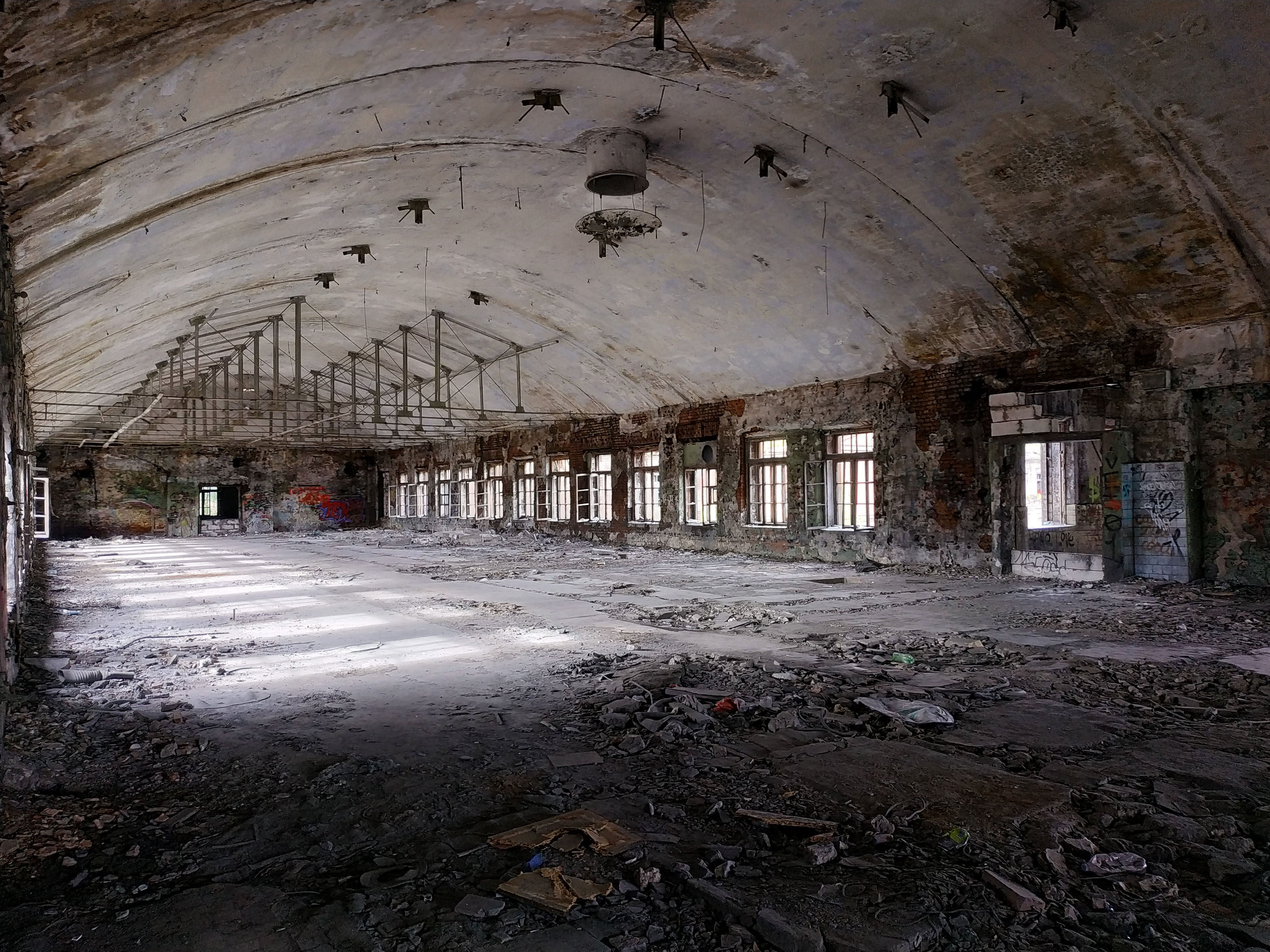
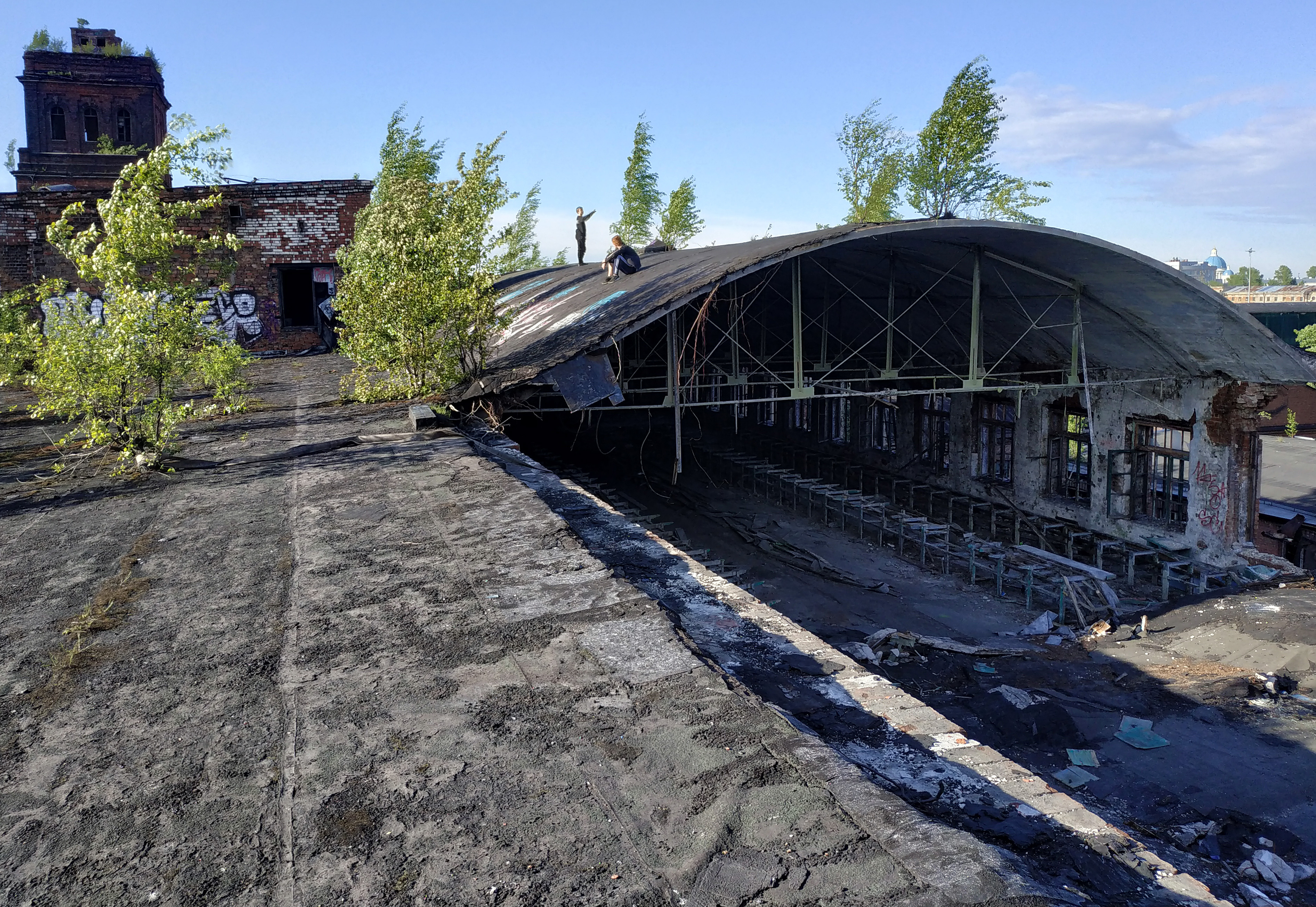